# Жизнь — это роман
«Жизнь — это роман» (фр. La Vie Est Un Roman) — кинофильм французского режиссёра Алена Рене.

## Сюжет
В фильме показаны три взаимосвязанных истории. Накануне Первой мировой войны, граф Форбек начинает строительство фантастического замка в Арденском лесу. После войны граф пытается создать в этом замке утопическое сообщество, «промывая мозги» своим друзьям и своей бывшей невесте Ливии и её мужу. В настоящее время в замке расположена школа с нетрадиционной системой образования, в которой в период летних каникул проводятся образовательные конференции. На одной из таких конференций Нора Уинкль спорит с Клодин, что Роберт Дюфресне соблазнит одну из самых серьёзных школьных учительниц Элизабет Рюссо, несмотря на то, что председатель конференции Уодтер Гуарини откровенно проявляет интерес к Элизабет. Тем временем, ребятишки, оставшиеся в замке на каникулы, сочиняют свой собственный средневековый миф об освобождении заключённых из темницы.

## Интересные факты
В 1984 году фильм был номинирован на кинофестивале Сезар в номинациях:
- Лучшие декорации —  Жак Солнье
- Лучшая актриса второго плана — Сабина Азема